# Gomphidia javanica
Gomphidia javanica – gatunek ważki z rodziny gadziogłówkowatych (Gomphidae). Występuje na indonezyjskiej wyspie Jawa.